# أرماندو بيانكي
أرماندو بيانكي (بالفرنسية: Armando Bianchi)‏ (20 سبتمبر 1954 إيطاليا - ) هو لاعب كرة قدم فرنسي يلعب كلاعب وسط.

## روابط خارجية
- أرماندو بيانكي على موقع قاعدة بيانات كرة القدم.إي يو (الإنجليزية)